# Li Xiaoxia
Li Xiaoxia (n. 16 ianuarie 1988, Anshan⁠(d), Republica Populară Chineză) este o jucătoare de tenis de masă ce a reprezentat Republica Populară Chineză, medaliată olimpică. A participat la 2 ediții ale Jocurilor Olimpice (2012, 2016) în care a câștigat trei medalii de aur și o medalie de argint.